# Теґеттгофф (лінкор)
Лінкор «Теґеттгофф» (нім. SMS Tegetthoff) — був бойовим кораблем цісарсько-королівського флоту Австро-Угорщини типу «Вірібус Унітіс». Був названий на честь австрійського адмірала Вільгельма фон Тегетгоффа, який здобув перемогу над італійським флотом в битві біля Лісси 20 липня 1866 року.

## Історія

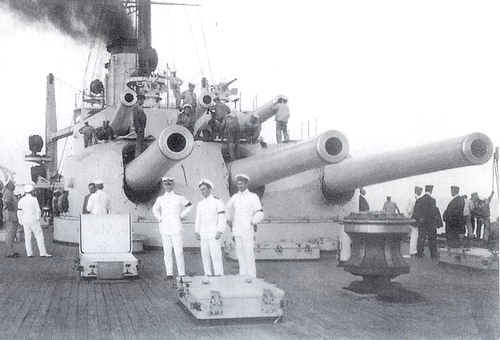
Артилерія головного калібру

Був закладений 24 вересня 1910 на верфі Stabilimento Tecnico Triestino у Трієсті і спущений на воду 21 березня 1912. Введений в склад Крігсмарини 14 липня 1913 року.
В час Першої світової війни майже безперервно знаходився у базі флоту в Пулі разом з іншими лінкорами того ж типу «Viribus Unitis», «Prinz Eugen», «Святий Стефан». Здійснив декілька походів вздовж узбережжя Адріатики, обстрілі італійського порту Анкона 24 травня 1915 року.
Після війни переданий Італії, куди вирушив з бази 25 березня 1919. До 1923 знаходився у Венеції і поміж 1924–1925 роками був розібраний у верфі міста Ла-Спеція.
Ринда корабля була передана на борт німецького важкого крейсера «Prinz Eugen» і сьогодні знаходиться у костелі міста Грац. Збереглись три якорі з корабля — у морському музеї Венеції, морському музеї Риму, у монументі флоту Італії в Бріндізі.